# Broiler
Broiler is een Noors dj-duo.

## Biografie
Broiler ontstond in 2011. Met hun eerste single Afterski bereikten ze de derde plaats in de Noorse hitlijst. De opvolger Vannski haalde zelfs de hoogste notering. In 2014 braken ze internationaal door met hun single Wild Eyes, ingezongen door Ravell. Ongeveer gelijktijdig kwam de hit For You uit, die werd ingezongen door Anna Bergendahl.

## Discografie
| Single met hitnotering(en) in de Vlaamse Ultratop 50 | Datum van verschijnen | Datum van binnenkomst | Hoogste positie | Aantal weken | Opmerkingen |
| ---------------------------------------------------- | --------------------- | --------------------- | --------------- | ------------ | ----------- |
| Wild Eyes                                            | 2014                  | 14-02-2015            | 4               | *13          | met Ravell  |